# Ornithocephalus tripterus
Ornithocephalus tripterus är en orkidéart som beskrevs av Rudolf Schlechter. Ornithocephalus tripterus ingår i släktet Ornithocephalus och familjen orkidéer. Inga underarter finns listade i Catalogue of Life.